# Otjozondjupa
Otjozondjupa – jeden z 14 regionów administracyjnych Namibii, ze stolicą w Otjiwarongo.

## Granice regionu
Granicą regionu na północnym zachodzie jest region Kunene, na północy Oshana, Okawango Wschodnie i Okawango Zachodnie, na wschodzie granica państwowa z Botswaną, na południu regiony Omaheke, Khomas i od południowego zachodu Erongo.

## Podział administracyjny
Otjozondjupa dzieli się na siedem okręgów: Grootfontein, Otavi, Okakarara, Otjiwarongo, Okahandja, Tsumkwe i Omatako.